# Piedimonte Matese
Piedimonte Matese est une commune italienne de la province de Caserte, dans la région Campanie.

## Histoire
Le site est occupé depuis le néolithique. Le mont Cila, au pied duquel se trouve l'actuel centre habité, accueillait une colonie samnite.
Toutes les trouvailles archéologiques du secteur se trouvent visibles dans le museo civico Raffaele Marrocco de la ville.

## Culture
Musée

## Administration
| Période                                  | Période | Identité | Étiquette | Qualité |
| ---------------------------------------- | ------- | -------- | --------- | ------- |
|                                          |         |          |           |         |
| Les données manquantes sont à compléter. |         |          |           |         |

### Hameaux
Sepicciano.

### Communes limitrophes
Alife, Campochiaro, Castello del Matese, Cusano Mutri, Guardiaregia, San Gregorio Matese, San Potito Sannitico, Sant'Angelo d'Alife